# Riserva naturale orientata Parma Morta
La riserva naturale orientata Parma Morta è un'area naturale protetta situata nel comune di Sorbolo Mezzani, in provincia di Parma ed è stata istituita nel 1990. 
La riserva è interamente compresa nel sito di interesse comunitario Parma Morta (IT4020025), di cui rappresenta un decimo della superficie.

## Storia
Le acque attorno alle quali è stata istituita la riserva occupano l'antico alveo del torrente Parma che un tempo sfociava nel torrente Enza. Nel 1870 ne fu deviato il corso facendolo confluire direttamente nel Po. Il vecchio corso abbandonato fu da allora denominato  Parma morta. Nel 1990 nell'area è stata istituita una riserva naturale orientata.

## Territorio
Si estende per 64,51 ettari completamente entro i limiti del territorio comunale di Mezzani. Situata tra le foci del torrente Parma e del torrente Enza, la riserva comprende un tratto di territorio lungo quasi 5 km lungo un'area umida detta Parma morta. 
Le acque che ristagnano in questo ramo di torrente non più attivo sono quelle dell'Enza che risalgono fino all'altezza della località Parmetta, a circa mezzo chilometro dall'attuale corso della Parma.
Per garantire all'area un livello costante di acqua, necessario per il mantenimento dell'ecosistema, è stato creato un impianto di fitodepurazione che dai canali di bonifica circostanti assicura un flusso idrico costante in ingresso.

## Fauna

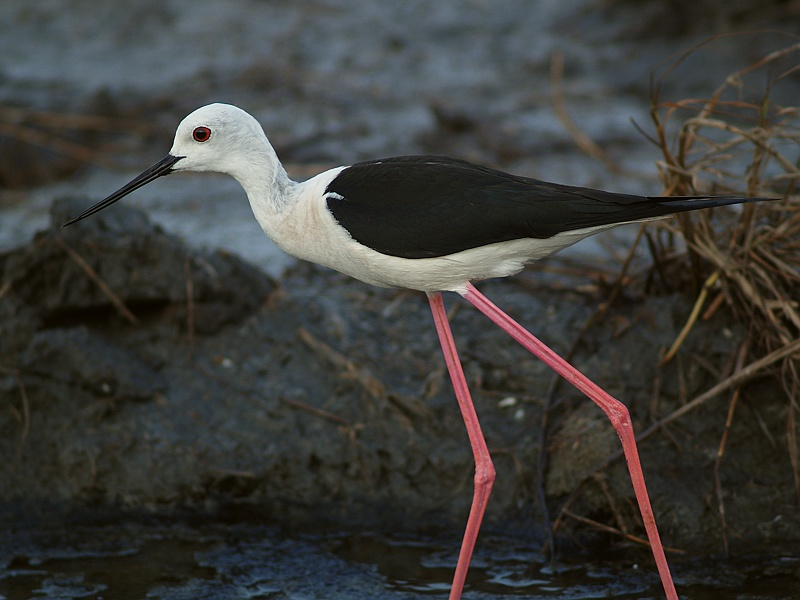
Cavaliere d’Italia

Questa riserva naturale funge da rifugio per numerose specie animali allontanate dai terreni circostanti coltivati. Ospita in particolare anfibi, rettili e uccelli: qui nidificano alcune delle specie obiettivo della direttiva uccelli della Comunità Europea. La riserva, ospita una delle ultime aree umide rimaste in un'area fortemente antropizzata, designata come sito ZPS e SIC per la rete Natura 2000, è una delle 6 aree facenti del progetto Life+ "Pianura Parmense".

## Flora

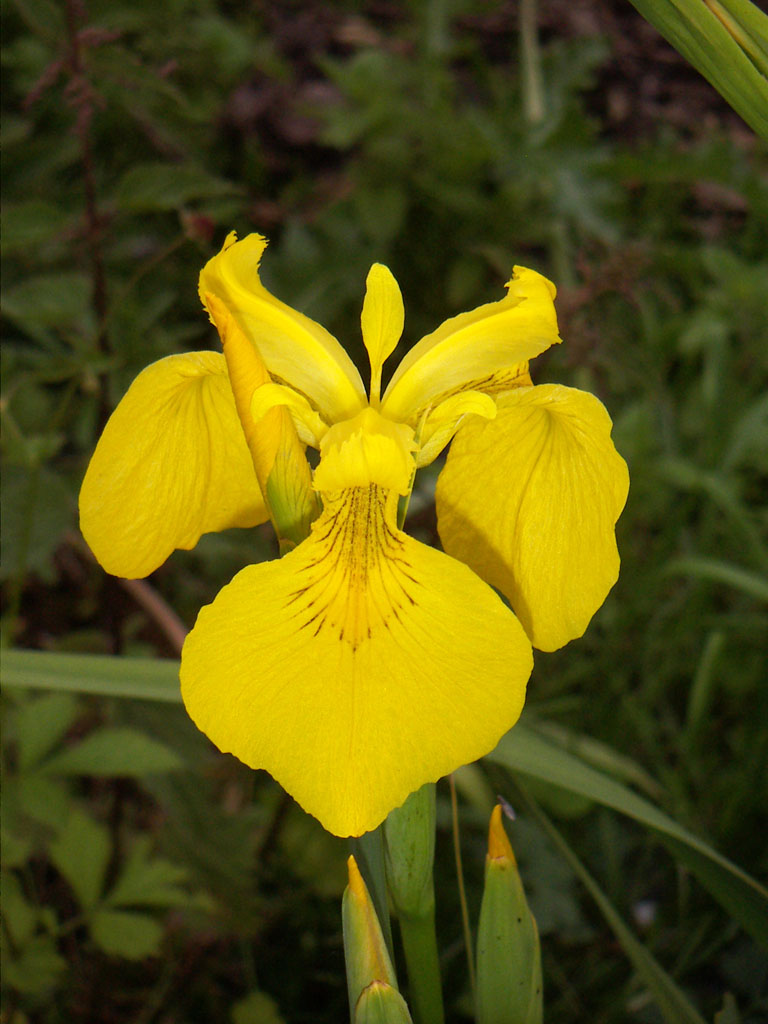
Iris d'acqua

Lungo il corso dell'antico torrente sono presenti carici e altre piante semi-acquatiche, arbusti di frangola e piccoli boschetti con olmi, aceri campestri e farnie. 
Caratteristici sono il campanellino estivo, il quadrifoglio acquatico (Marsilea quadrifolia) e l'utricolaria, una rara pianta carnivora acquatica senza radici che vive catturando minuscoli animaletti nell'acqua e che in estate si fa notare per i suoi bei fiori gialli che spuntano dalla superficie.

## Punti di interesse e attività

### Acquario

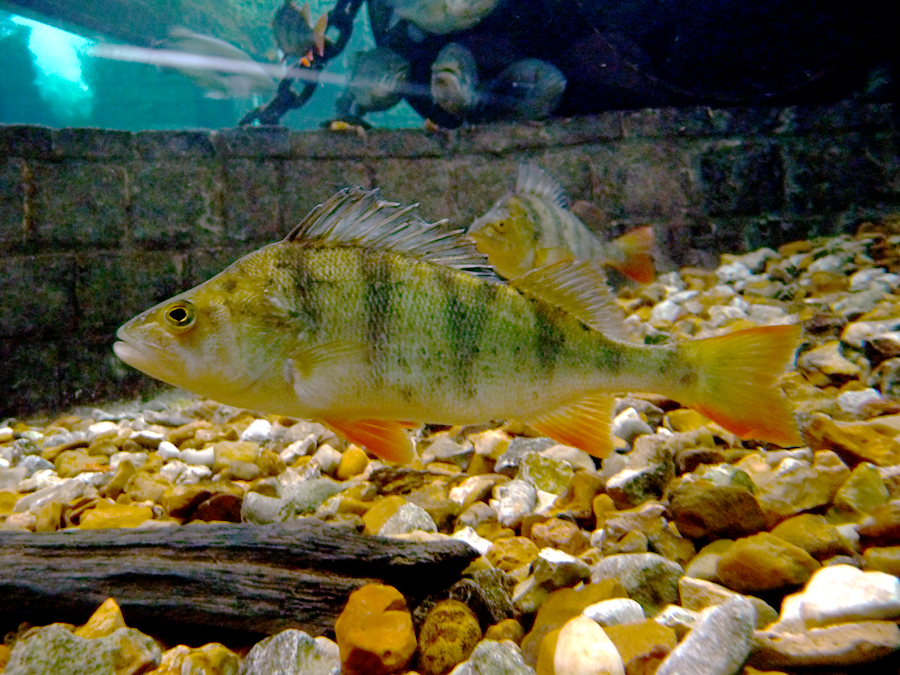
Persico reale

Una tipica casa colonica della golena del Po ospitava l'acquario didattico in cui all'interno di 15 vasche erano ospitati alcuni esemplari delle specie di pesci e crostacei autoctoni tipici del Po nonché delle acque della riserva: tinca, carpa, luccio, siluro, cavedano e granchio di fiume. Chiuso a seguito dell'esondazione del Po del 2014 il museo è stato ristrutturato e riaperto al pubblico nell'aprile 2024.

### Pista ciclabile Bici Parma Po
La ciclabile che segue il corso dell'argine maestro lungo tutta la Bassa parmense da Coenzo a Polesine Parmense costeggia per tutta la sua lunghezza la riserva. Il suo percorso sopraelevato è un buon punto di osservazione per esplorare l'area.

### Centro visite
Sede degli uffici della riserva è situato a fianco del municipio di Mezzani e ospita anche una piccola biblioteca con testi di argomento ambientale.

### Porto Turistico Fluviale
Si tratta di un Porto Fluviale d'importanza provinciale sul fiume Po, studiato per usi da diporto, per Trasporti fluviali pubblici, turistici e da privati.

## Galleria d'immagini

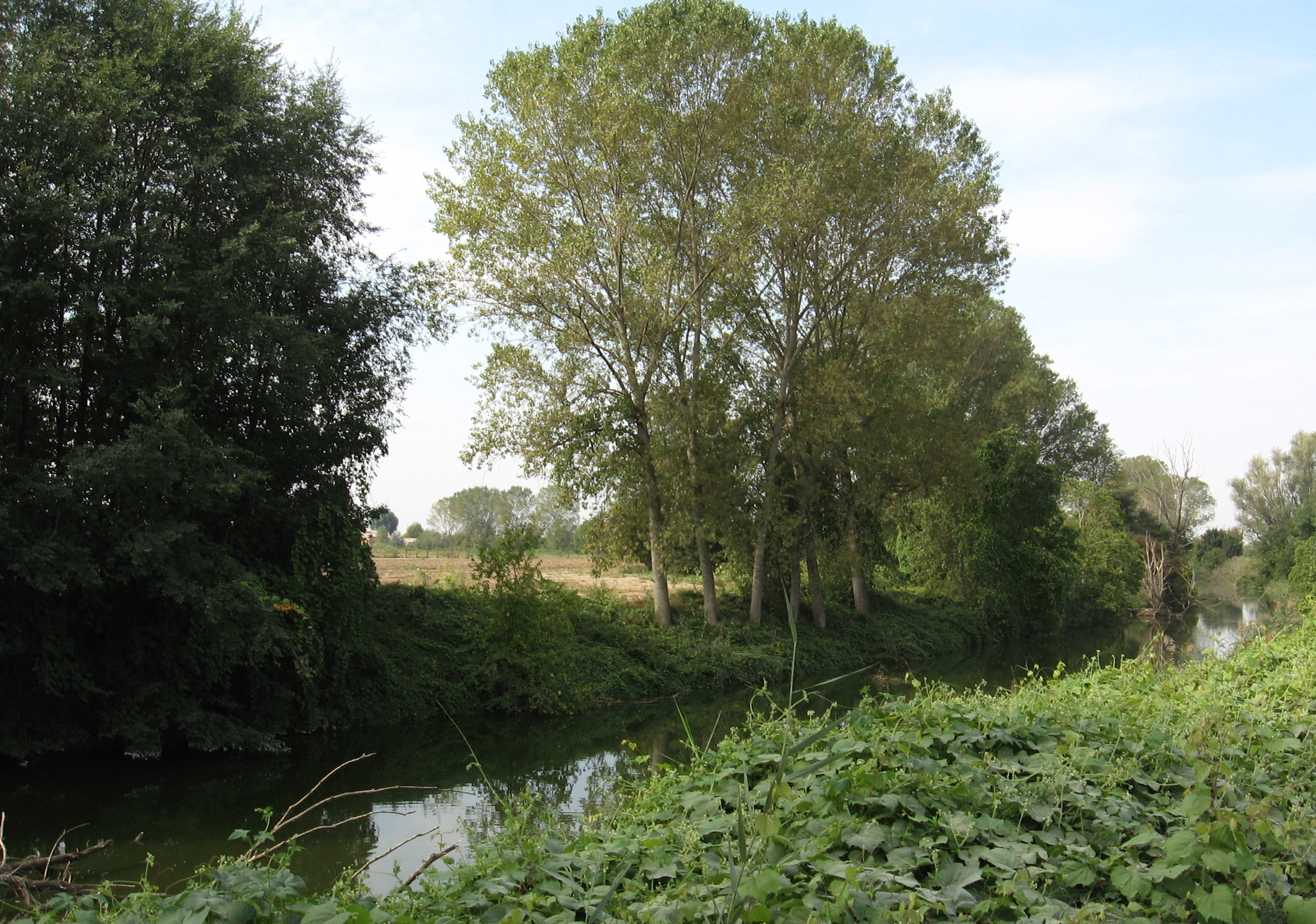
Vista della riserva
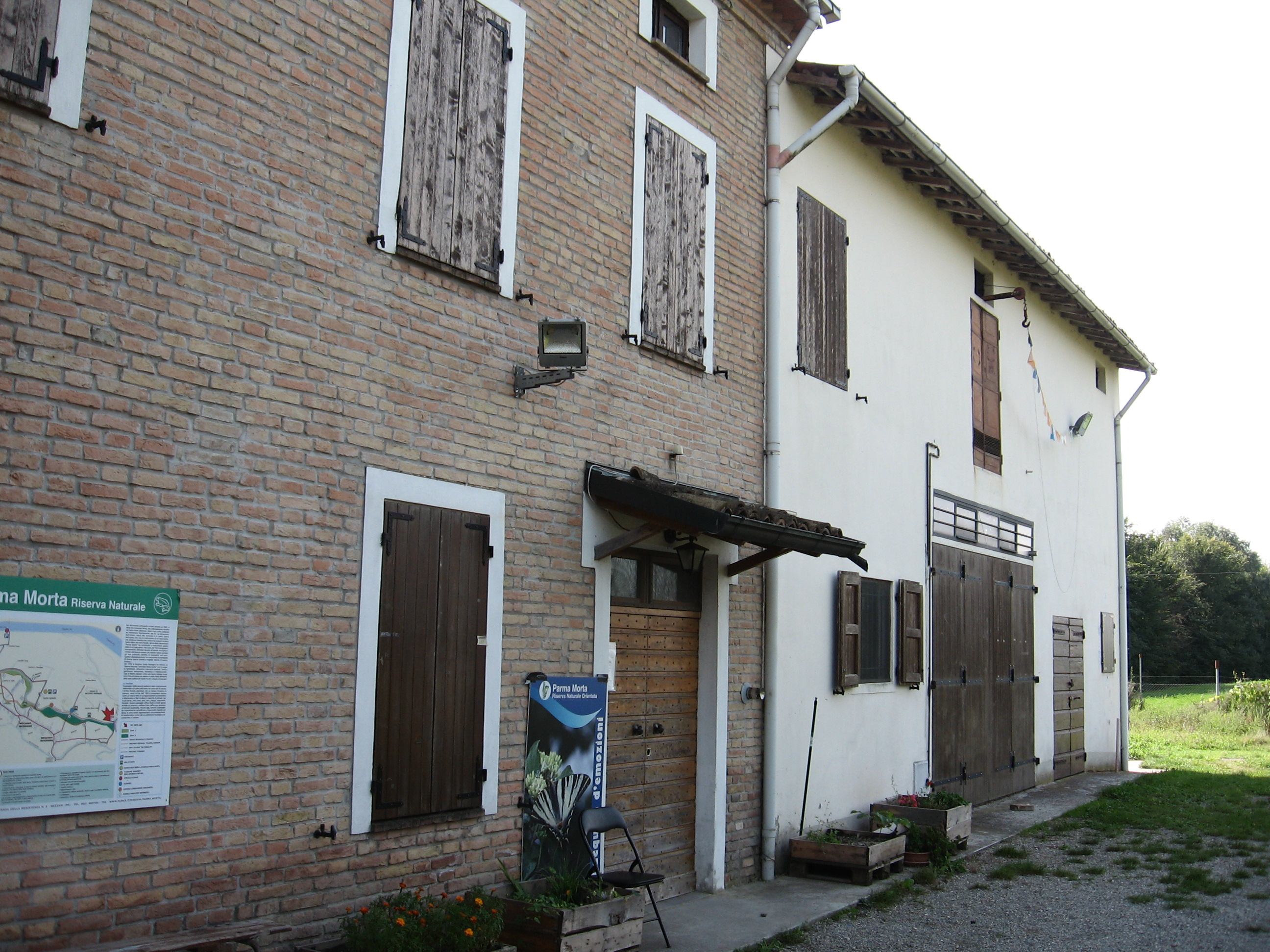
l'edificio che ospita l'acquario
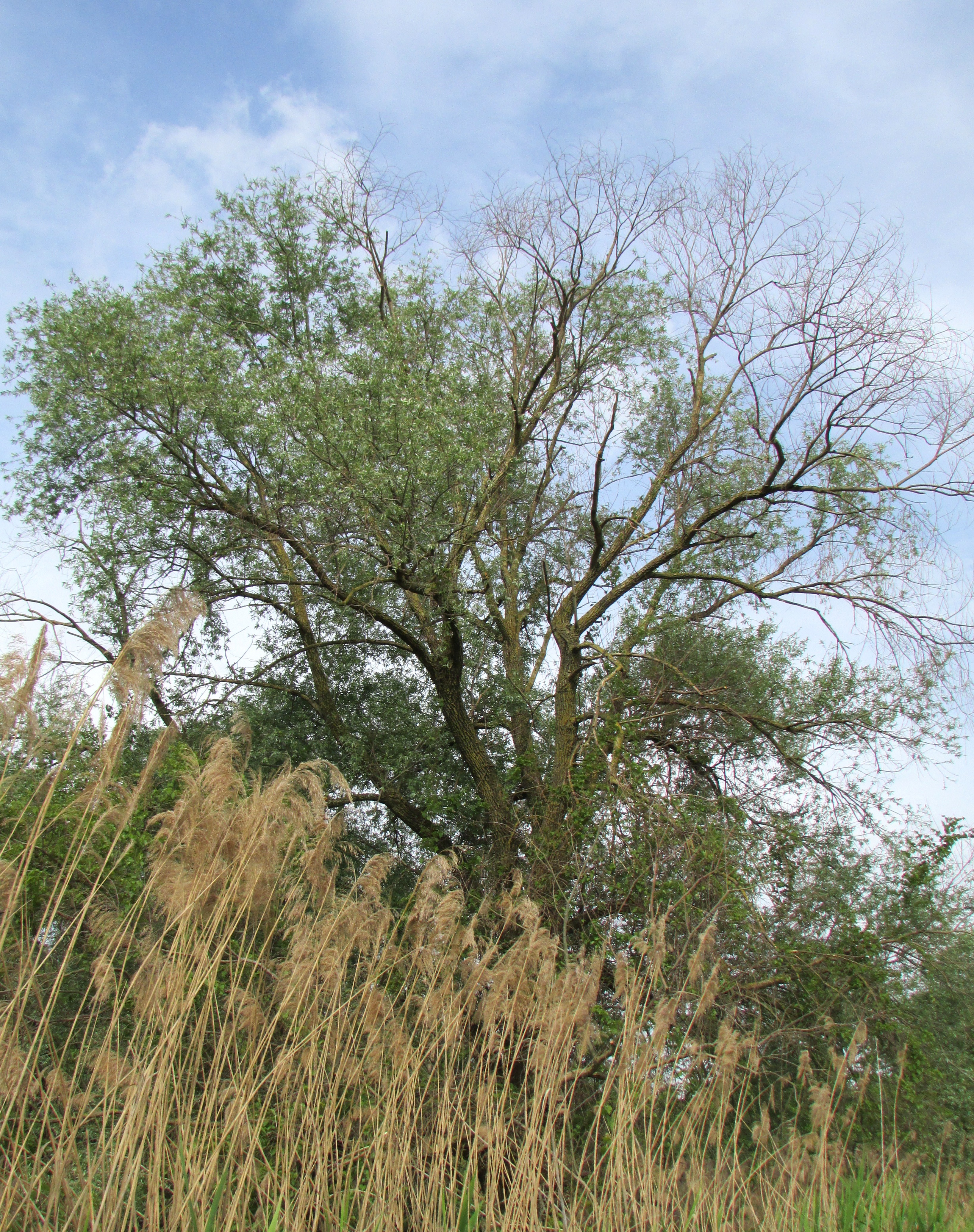
un vecchio salice lungo il corso d'acqua